# Longbow Hellfire AGM-114
Longbow Hellfire AGM-114 je lasersko vodena protioklepna raketa. Ima dometa 8 km, uporablja pa jo Vojna mornarica ZDA in Vojno letalstvo ZDA. Njen največji uporabnik je trenutno AH-64 in AH-64D Apache.

## Zgodovina
Razvoj rakete se je pričel leta 1970. Prvi testi so se pričeli konec leta 1978 z helikopterji AH-1 Cobra in Bell UH-1, in od leta 1979 tudi z novimi AH-64 Apache.
Z serijsko izdelavo rakete so pričeli leta 1981, in leta 1985 je prišla v aktivno službo.
Cena ene rakete je 58.000 ameriških dolarjev. Raketa doseže hitrost Mach 1,17=1235 km/h.
- teža - 46 kg
- dolžina - 1,63 m
- premer - 0,18 m

Lansira se lahko iz helikopterjev, letal, brezpilotnih letal ter ladij.

## Uporabniki
- Jordanija
- Avstralija
- Egipt
- Francija
- Grčija
- Izrael
- Italija
- Kuvajt
- Nizozemska
- Norveška
- Saudova Arabija
- Singapur
- Švedska
- Turčija
- Združeno kraljestvo
- ZDA